# Photedes lutea
Photedes lutea là một loài bướm đêm trong họ Noctuidae.